# Jan starší ze Šternberka a Holešova
Jan starší ze Šternberka a Holešova († 1536) byl český šlechtic, který pocházel z moravské větve rodu Šternberků.

## Život
Jeho otcem byl Albrecht starší ze Šternberka a Lukova, jeho bratrem Jan mladší ze Šternberka a Holešova. 
Jan starší se v listinách uvádí poprvé roku 1505. Při bratrském rozdělení statků přesídlil z Holešova do Kvasic, Jan mladší zůstal na Holešově. V roce 1523 zapsal Jan starší věno své manželce Markétě z Vlašimě na Kvasicích. Během času odprodal několik odlehlých vsí a zakoupil Bařice a Tlumačov. 
V únoru roku 1525 vykonával v zastoupení funkci moravského zemského hejtmana a v červnu 1525 byl titulován jako nejvyšší hejtman markrabství moravského. Tuto funkci podržel jen nakrátko, v roce 1527 úřevzal úřad nejvyššího zemského sudího. 
Po smrti své první ženy se v roce 1530 oženil podruhé, tentokrát s Eliškou Holickou ze Šternberka. 
Zemřel v listopadu nebo v prosinci roku 1536.

### Potomstvo
S první ženou měl dceru Jitku, která se vdala za Viléma staršího ze Žerotína na Jičíně, a Kateřinu, která se časem provdala za Jiřího Mrakeše z Noskova. 
S druhou ženou měl syna Albrechta.

## Literatura

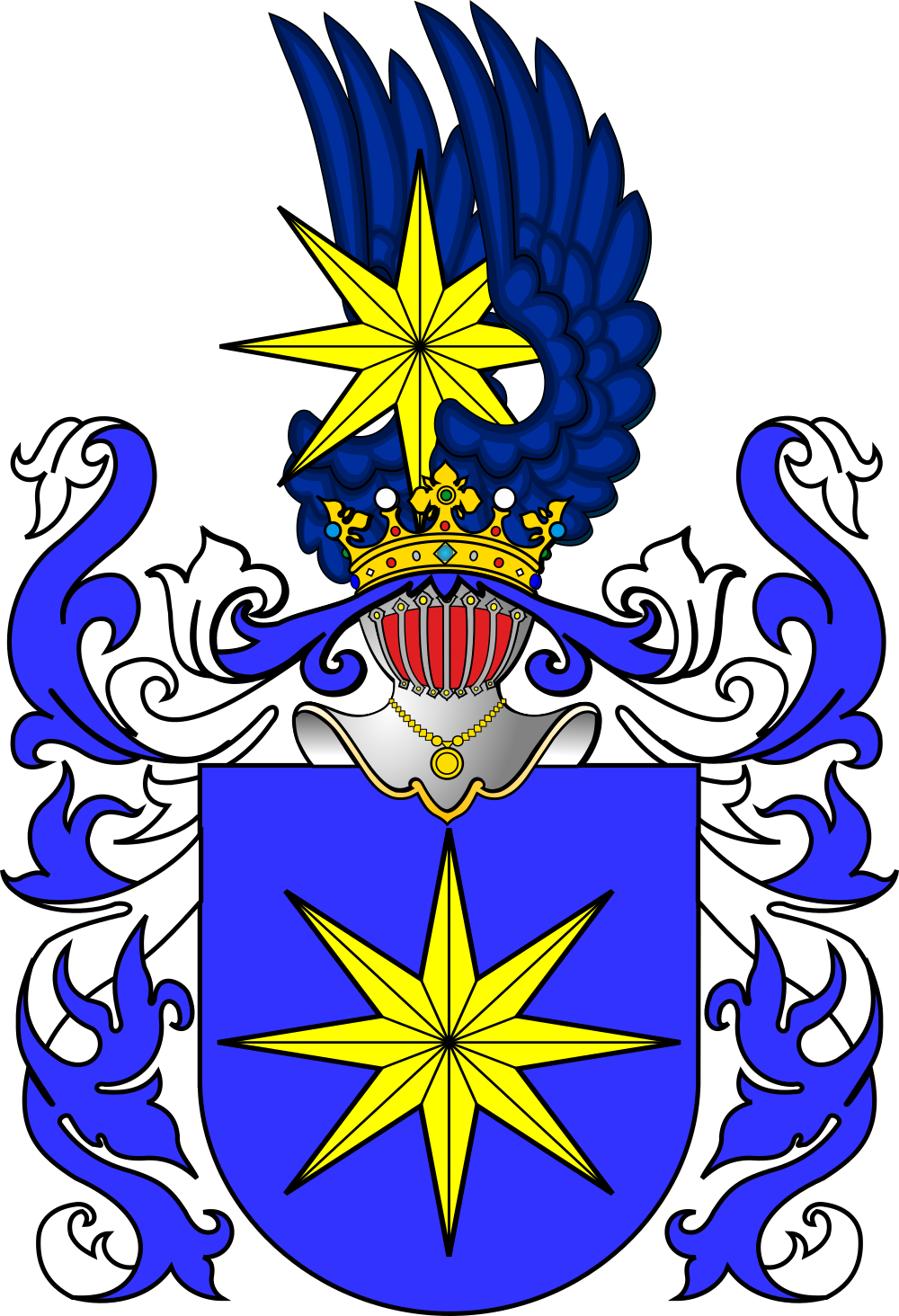
Erb Šternberků